# Scutiger ruginosus
Scutiger ruginosus és una espècie de granota de la família dels megòfrids. Només es coneix que visqui a Kangding i Muli, a l'oest de la província de Sichuan, a la Xina, a una altitud d'uns 3.400 metres. És possible que la població de Muli pertanyin a l'espècie Scutiger muliensis. És una espècie rara.
Viu en corrents petites i calmades, envoltades per vegetació, en boscos o prats. Probablement es reprodueix en aquests corrents, com altres espècies del gènere Scutiger. No té cap amenaça rellevant, encara que la seva distribució reduïda la fa vulnerable a possibles futures amenaces.